# Burmanötväcka
För fågelarten Sitta victoriae, se victorianötväcka.
Burmanötväcka (Sitta neglecta) är en asiatisk fågel i familjen nötväckor inom ordningen tättingar.

## Utseende och läten
Burmanötväckan är en rätt liten (13 cm) men typisk nötväcka med tunn näbb. Den är mycket lik nära släktingen kastanjenötväckan men har mycket smalare svart ögonsträck, längre näbb, tydligare teckning på undre stjärttäckarna och smala, gråvita örontäckare (ej breda och vita). Vidare är undersidan smutsvit på strupen övergående till mattorange jämfört med kastanjenötväckans, som namnet avslöjar, djupt kastanjebrun undersida. Bland lätena hörs ljudliga och gnissliga "chreet-chreet" samt hårda och explosivt skallrande ljud.

## Utbredning och systematik
Burmanötväckan förekommer från Myanmar till sydöstra Yunnan, Thailand, Laos, Kambodja och södra Vietnam. Tidigare betraktades den som underart till kastanjenötväcka (S. castanea) och vissa gör det fortfarande.

## Levnadssätt
Burmanötväckan hittas i torr Dipterocarpus-skog och tallskog, i Burma upp till åtminstone 1000 meters höjd. Födan bstår av insekter. Den påträffas enstaka, i par eller små familjegrupper, ofta i artblandade flockar. Fågeln lägger ägg i april och maj i Burma, i april i Thailand.

## Status och hot
Artens population har inte uppskattats och dess populationstrend är okänd, men utbredningsområdet är relativt stort. Internationella naturvårdsunionen IUCN anser inte att den är hotad och placerar den därför i kategorin livskraftig.